# Schoenus grammatophyllus
Schoenus grammatophyllus är en halvgräsart som beskrevs av Ferdinand von Mueller. Schoenus grammatophyllus ingår i släktet axagssläktet, och familjen halvgräs. Inga underarter finns listade i Catalogue of Life.